# Dermatosklerose
Als Dermatosklerose bezeichnet man eine chronisch entzündliche Reaktion der Haut. Ursache der Dermatosklerose ist typischerweise die Chronisch-venöse Insuffizienz (CVI). Der dabei bestehende erhöhte venöse Druck führt zu Ödembildung und langfristig zu einer Sklerose der Haut.
Die Dermatosklerose beginnt meist an der Innenseite der Unterschenkel und dehnt sich dann unbehandelt sowohl bezüglich der Fläche, als auch der Tiefe aus. Im weiteren Verlauf können so auch das Fettgewebe unter der Haut (Dermatoliposklerose) und die Faszien (Dermatolipofasciosklerose) betroffen sein. Die Therapie der Dermatosklerose entspricht der der CVI.
Als seltene Ursache kommt auch das Buschke-Ollendorff-Syndrom infrage.